# Stanhopea martiana
Stanhopea martiana là một loài lan đặc hữu của tây nam México.
]]

## Hình ảnh

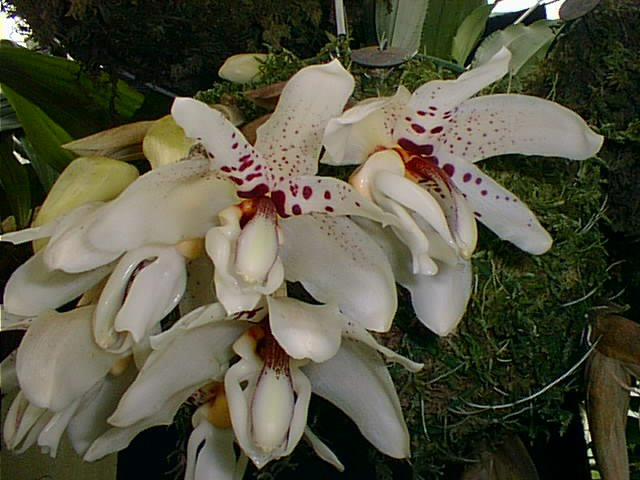
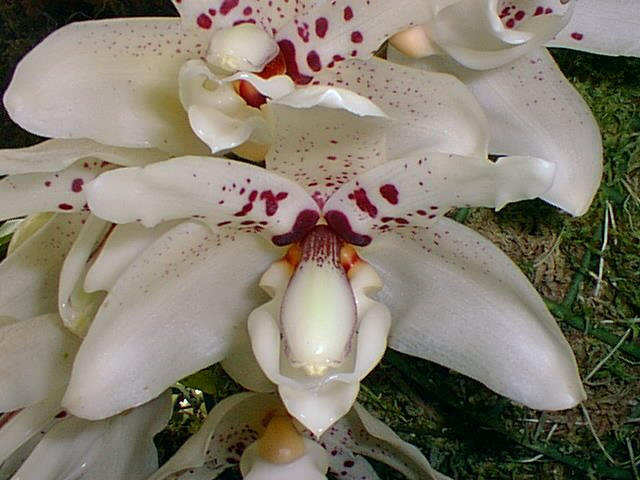
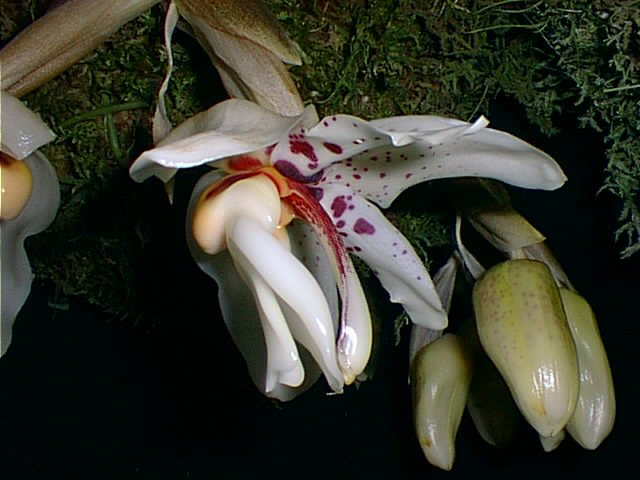